# Білі британці
Білі британці — етнорасова категорія, що використовується під час перепису населення у Сполученому Королівстві Великої Британії та Північної Ірландії. У результаті перепису 2021 року, білі британці нараховують 41.540.791 осіб, або 73,5 % від загальної кількості населення, в Англії, 2.814.427, або 90,9 %, в Уельсі і 1.765.971, або 92,8 %, у Північній Ірландії.

## Географічний розподіл
Згідно з результатами перепису населення Сполученого Королівства 2011 року, білі британці складають найбільший відсоток населення в сільських районах, таких як Олердейл (99,4 %) і Коупленд (99,3 %) у Камбрії, Райдейл (99,4 %) у Північному Йоркширі, Норт-Норфолк (99,2 %) і Норт-Девон (99 %). До міст Сполученого Королівства із високим рівнем білого британського населення входять Суонсі (91,5 %), Кінгстон-апон-Галл (89,7 %), Плімут (92,2 %), Дарлінгтон (93,7 %), Белфаст (96,4 % відносяться до північноірландської категорії «білі»), Норвіч (84,7 %), Ліверпуль (84,8 %) і Челмсфорд (90 %). Унітарною адміністративною одиницею із найбільшою часткою білих британців є Редкар і Клівленд (97,6 %). За нею йдуть Нортамберленд (97,2 %), Гартлпул і графство Дарем (обидва по 96,6 %). Графством із найбільшою долею білих британців є Лінкольншир (93 %), за ним йдуть Ноттінгемшир, Норфолк і Вустершир (усі — понад 92 %). У лондонському регіоні найбільшу частку білих британців має Гейферінг (83,3 %), за ним йдуть Бромлі — 77,4 %, Бекслі — 77,3 % і Річмонд-на-Темзі — 71,4 %.
Після перепису 2011 року у Великій Британії відсоток англійців та інших білих британців у Лондоні є найнижчим серед усіх регіонів Великої Британії: у 24 із 32 районів вони складають менше половини населення. Серед таких боро, зокрема, Ньюгем (16,7 %), Брент (18 %), Ілінг (30,4 %), Герроу (30,9 %), Тауер-Гемлетс (31,2 %), Вестмінстер (35,2 %) і Гекні (36,2 %). Незважаючи на це, кількість білих британців у Лондоні і досі перевищує чисельність усього Уельсу чи Північної Ірландії через високу загальну чисельність населення Лондона. Місто з найнижчим відсотком білого британського населення — Лестер (45,1 %), яке також є єдиним містом із часткою білих британців менше 50 % без урахування Вестмінстера. Найнижчий показник серед унітарних адміністративних одиниць мають Слау (34,5 %), за яким іде Лутон (44,6 %). Місцевим округ із найнижчою долею білих британців є Саутхолл Бродвей в Ілінгу (3,5 %), потім — Саутхолл Грін в Ілінгу; Грін-Стріт-Схід, Грін-Стріт-Уест і Північний Іст-Гем (усі в Ньюгемі) — це єдині місцеві округи із часткою менше п'яти відсотків.
|                   | Рік        | Рік       | Рік        | Рік       | Рік        | Рік    |
| ----------------- | ---------- | --------- | ---------- | --------- | ---------- | ------ |
| 2001              | 2001       | 2011      | 2011       | 2021      | 2021       |        |
| Кількість         | Частка     | Кількість | Частка     | Кількість | Частка     |        |
| Англія            | 42.747.136 | 87 %      | 42.279.236 | 79,8 %    | 41.540.791 | 73,5 % |
| Шотландія         | 4.832.756  | 95,4 %    | 4.863.000  | 91,9 %    |            |        |
| Уельс             | 2.786.605  | 96 %      | 2.855.450  | 93,2 %    | 2.814.427  | 90,9 % |
| Північна Ірландія | 1.670.988  | 99,1 %    | 1.738.604  | 97,7 %    | 1.765.971  | 92,8 % |

## Білі британці серед школярів

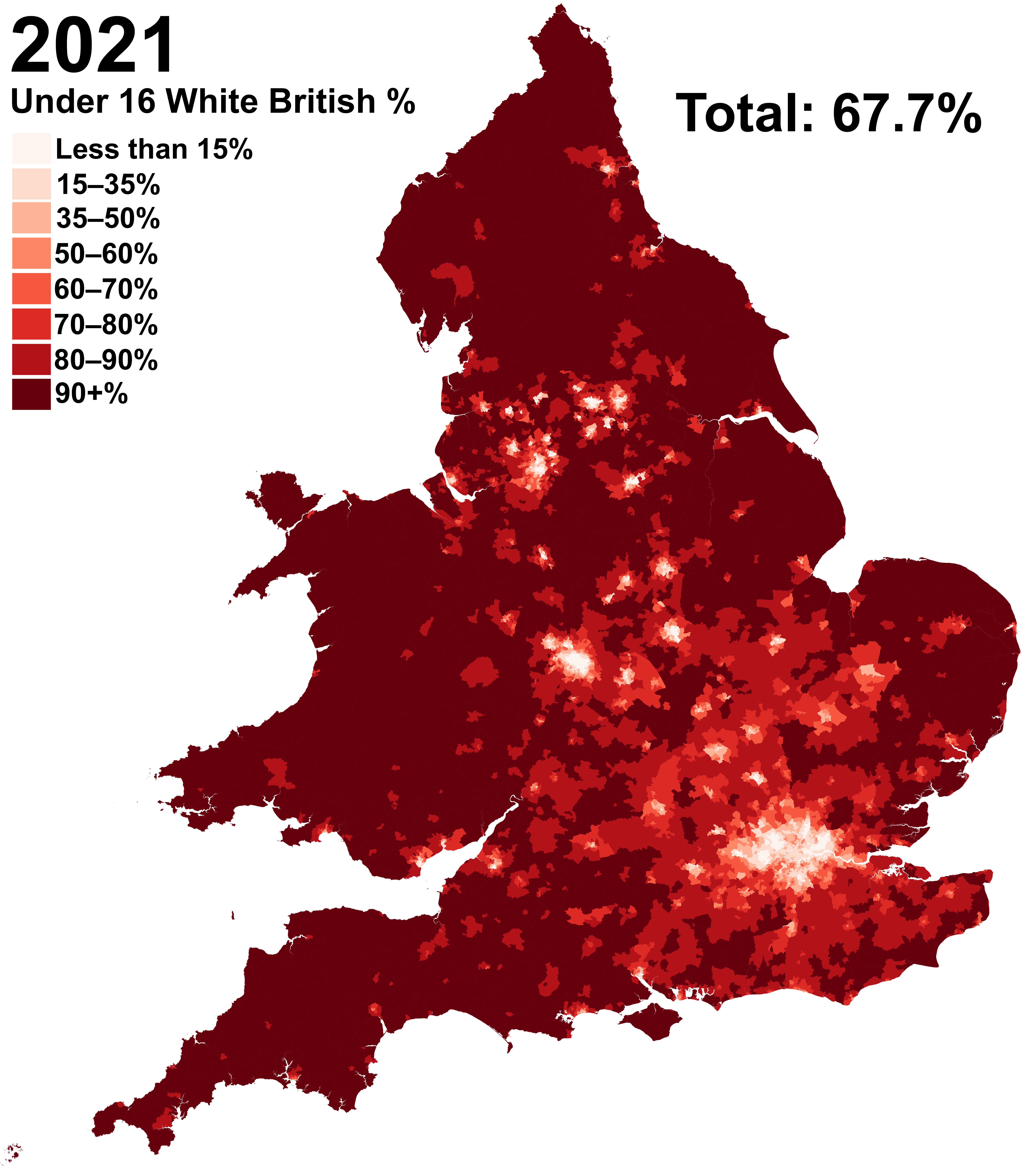
Географічний розподіл білих британців віком до 16 років у 2021 році (Англія та Уельс)

Останні роки спостерігається зменшення долі та абсолютної кількості білих британців та білих в цілому серед школярів Англії та Уельсу. Доля білих британців серед осіб до 16-річного віку складає 67,7 %.
| Етнічна група | Навчальний рік | Навчальний рік | Навчальний рік | Навчальний рік | Навчальний рік | Навчальний рік |
| ------------- | -------------- | -------------- | -------------- | -------------- | -------------- | -------------- |
| Етнічна група | 2020/2021      | 2020/2021      | 2021/2022      | 2021/2022      | 2022/2023      | 2022/2023      |
| Етнічна група | Кількість      | Частка         | Кількість      | Частка         | Кількість      | Частка         |
| Усі білі      | 6.030.076      | 72,2 %         | 6.011.045      | 71,4 %         | 5.973.953      | 70,4 %         |
| Білі британці | 5.410.043      | 64,9 %         | 5.379.748      | 63,9 %         | 5.309.428      | 62,6 %         |

## Прогнози
Станом на 2021 рік білі британці і досі складають абсолютну більшість населення, проте протягом останніх десятиліть завдяки міграційній політиці їхня частка стрімко зменшується. Так, за переписом населення 2001 року вони складали 87 % населення Англії, 2011 року — 79 %, а 2021-го — усього 73 %. У Вельсі динаміка подібна: 96 %, 93 % і 90 % відповідно. Ба більше, зменшується також і чисельність білих британців.
У 2010 році демограф Девід Коулман опублікував дослідження, у ході якого він прогнозує майбутній демографічний спад білих британців у Британії, вказуючи, що вони стануть меншиною у Бірмінгемі та Лондоні протягом 2020-х років. Він також підрахував, що приблизно з 2056 по 2066 рік тенденція до зменшення частки білого населення призведе до того, що у Великій Британії білі стануть меншиною. Ним було розглянуто декілька сценаріїв. За одним із них, якщо іміграція складатиме до 254 тисяч осіб на рік, а еміграція білих британців — 74 тисяч осіб на рік, до 2051 року білі британці зменшаться до 59 % від загальної кількості населення, інші білі становитимуть 10 %, а небілі — 31 % населення. До 2066 року це неминуче призведе до того, що білі британці стануть меншиною. Проте динаміка міграції небілого населення, яка була актуальною на момент проведення та публікації дослідження, тільки посилилася: так, у 2022 році сальдо міграції становило понад 600 тисяч, з яких 100 % складають мігранти з країн поза меж ЄС.

Ці прогнози також розділяє демограф із Оксфордського університету Пол Морланд, який також бачить причину зменшення долі білих британців у міграційній політиці британського уряду.

Демографічна піраміда білих британців у 2021 році